# Tankie

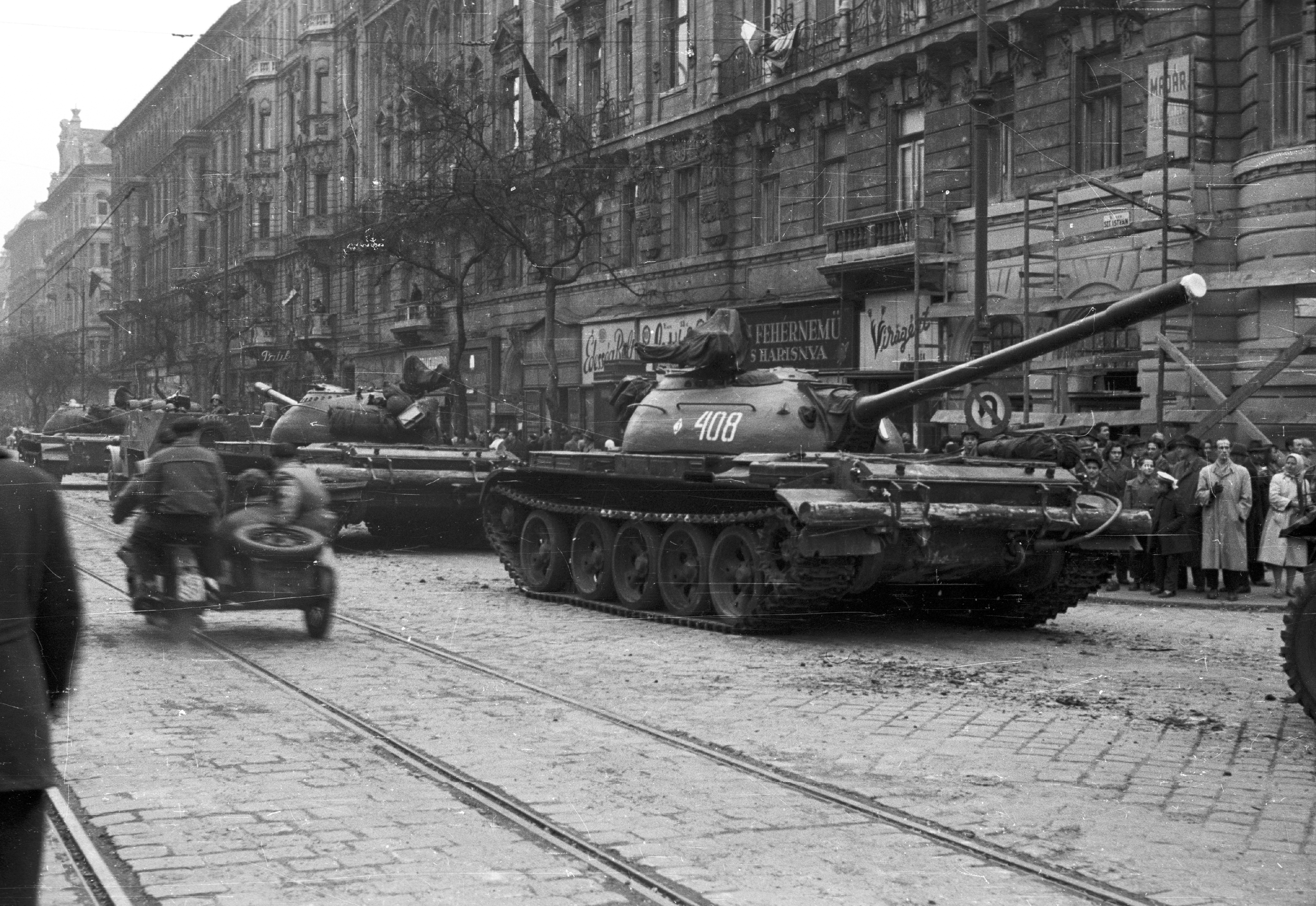
Tanques T-55 do Exército Vermelho em Budapeste, 1956

Tankie é um termo pejorativo que originalmente se referia aos membros do Partido Comunista da Grã-Bretanha que seguiam a linha do Kremlin, concordando com o esmagamento da Revolução Húngara de 1956 e mais tarde da Primavera de Praga pelos tanques soviéticos; ou mais amplamente, aqueles que seguiram uma posição pró-soviética tradicional. Mais recentemente, o termo retornou como uma gíria da internet, usado por membros da esquerda antistalinista e socialistas democráticos, referindo-se a posições da esquerda autoritárias ou linha-dura, que defendem ou negam erros e crimes cometidos por líderes ou países autoritários de esquerda.

## Definição
De acordo com o The Independent, após a Primavera de Praga, "Nos círculos do Partido Comunista, incluindo os do PC britânico, o termo 'tankie' foi posteriormente usado para descrever os membros do partido que apoiaram o esmagamento da Primavera de Praga pela força armadas."
O escritor esquerdista Carl Beijer afirma que existem dois usos distintos do termo, o original, que foi "exemplificado no envio de tanques à Hungria para reprimir a resistência ao comunismo soviético. De modo mais geral, um tankie é alguém que tende a apoiar a oposição militante ao capitalismo", e a variação online mais moderna significa que "algo como 'um autoproclamado comunista que se entrega a teorias da conspiração e cuja retórica é amplamente performativa'", embora seja crítico de ambos os usos.
De acordo com Christina Petterson, "politicamente falando, os tankies consideram os sistemas socialistas passados e atuais como tentativas legítimas de criar o comunismo e, portanto, não se distanciaram de Stalin, China, etc.".

## História
No uso geral, o termo originou-se como uma frase para membros da linha-dura britânica do Partido Comunista da Grã-Bretanha. O jornalista Peter Paterson perguntou ao oficial da Amalgamated Engineering Union (um sindicato britânico), Reg Birch, sobre sua eleição para o Executivo do CPGB após a invasão húngara:

Quando lhe perguntei como ele poderia ter ficado do lado dos "tankies", assim chamados por causa do uso de tanques russos para reprimir a revolta, ele disse "eles queriam um sindicalista que aguentasse a Hungria, e eu me encaixei no projeto".
O apoio à invasão da Hungria foi desastroso para a credibilidade do partido.
O primeiro uso oficial do termo foi no The Guardian em maio de 1985. O artigo afirmava "A minoria que está agrupada em torno do Morning Star (e são variadamente referidos como tradicionalistas, linha-dura, fundamentalistas, stalinistas ou 'tankies' - este último uma referência ao apoio acrítico que alguns deles deram à 'intervenção' soviética em Afeganistão)".

## Uso contemporâneo
Em 2014, Boris Johnson se referiu a Jeremy Corbyn e à ala esquerda do Partido Trabalhista como "tankies e trots".
No século 21, "tankie" surgiu como gíria da internet. Segundo a Vice, a expressão contemporânea é particularmente popular entre os jovens socialistas democratas. Muitos tankies modernos são membros das diásporas asiáticas em países de língua inglesa. Em particular, os membros da diáspora chinesa em busca de respostas radicais a males sociais como a xenofobia contra pessoas de ascendência asiática são atraídos para o discurso tankie. Embora a composição dos tankies tenha mudado, a teoria subjacente e as posições políticas não. Esta concepção moderna de tankies também foi descrita como nacionalismo chinês diaspórico.